# Hans Pützfeld
Hans Pützfeld (født 30. januar 1911 i Dortmund, død ?) var en cykelrytter fra Tyskland. Han kørte primært banecykling og var professionel fra 1930 til 1939.
Han kørte 18 seksdagesløb, og den eneste sejr kom i 1934, da han vandt den allerførste udgave af Københavns seksdagesløb sammen med makker Willy Funda.
Pützfeld vandt i 1938 en etape ved Tyskland Rundt.